# Immenreuth
Immenreuth è un comune tedesco di 1 868 abitanti, situato nel land della Baviera.